# Globimetula kivuensis
Globimetula kivuensis är en tvåhjärtbladig växtart som först beskrevs av Simone Balle, och fick sitt nu gällande namn av D. Wiens & R.M. Polhill. Globimetula kivuensis ingår i släktet Globimetula och familjen Loranthaceae. Inga underarter finns listade i Catalogue of Life.